# Kraljica Sonja od Norveške
Kraljica Sonja od Norveške (Oslo, 4. srpnja 1937.), trenutna kraljica Norveške po udaji. 
Muž joj je kralj Harald V. Rođena je kao pučanka, Sonja Haraldsen u Oslu. U ožujku 1968., zaručila se za princa. Hodali su devet godina, no to je držano u tajnosti zato što je bilo protivnika njenom ne-kraljevskom statusu. Princ Harald se žestoku posvadio s ocem oko nje. Prijetio je čak, da će se odreći svojih prava na prijestolje ako se ne može oženiti Sonjom. Njegovo otac, kralj Olav V. posavjetovao se s Vladom, a rezultat je bilo vjenčanje 29. kolovoza 1968.godine. Ima dvoje djece, princezu Märthu Louise i princa Haakona Magnusa. Kraljevski par ima i četvero unučadi, a Sonja je i po-baka Mariusu Hoibyu, sinu snahe Mette - Marit iz njenog prvog braka. Nakon smrti kralja Olava V. postala je prva kraljica Norveške po udaji u 53 godine. 
Postala je prva kraljica koja je posjetila Antartiku gdje je otvorila istraživački centar Troll na Zemlji kraljice Maud.  
U Zagrebu 2011. godine Predsjednik Hrvatske Ivo Josipović odlikovao ju je Veleredom kraljice Jelene s lentom i Danicom.

## Vanjske poveznice
- Službene stranice Norveške Kraljevske obitelji

|  | Zajednički poslužitelj ima još gradiva o temi Kraljica Sonja od Norveške |